# Palloza

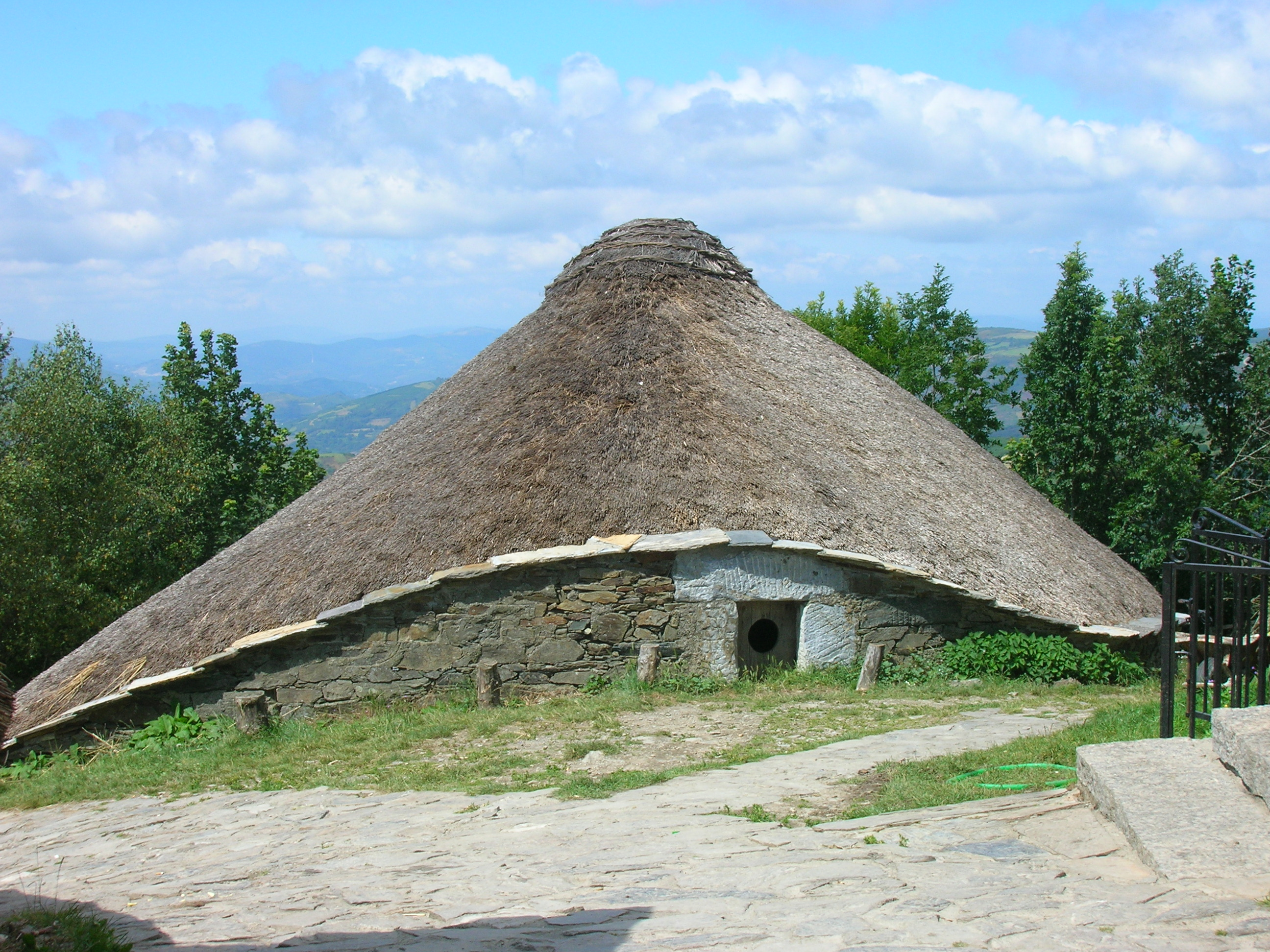
Palloza a O Cebreiro, al municipi de Pedrafita do Cebreiro. El parc etnogràfic d'aquesta població, primera etapa en sòl gallec del Camí de Sant Jaume Francés, compta amb diversos exemples restaurats de la tradicional palloza, edificacions característica de la cultura preromana que encara es conserva en altres nombrosos punts de la regió natural de los Ancares

Una palloza, també coneguda com a pallouza o pallaza, és una construcció tradicional de la serra dels Ancares.
Van ser utilitzades fins a la segona meitat del segle xx, quan les modernes comunicacions van facilitar l'arribada de nous materials de construcció a la zona. Avui es poden trobar a Galícia, a la comarca dels Ancares. També es conserven en diverses zones del municipi de Candín i part occidental d'Astúries. Cal destacar el conjunt de pallozas al poble de Campo del Agua a la comarca d'El Bierzo, destruïdes en gran part per un gran incendi a mitjans dels anys 80 del segle xx, avui és troben en projecte de restauració. Una de les pallozas més conegudes és l'anomenada Casa do Sesto de Piornedo que, habitada fins als anys 70, avui és un museu etnogràfic. Des de fa temps es venen construint noves pallozas que s'usen principalment, amb finalitat turística, fins i tot en zones molt allunyades d'allà on tradicionalment havien existit.

## Estructura
Les pallozas són cases de planta circular o bé oval, tot i que a Piornedo n'hi ha tambe de planta rectangular, d'entre deu i vint metres de diàmetre. Les parets són de pedra i pocs cops supera els dos metres d'altura. Aquests murs tenen poques obertures a l'exterior, limitant-se la majoria de cops a la porta i a alguna petita finestra que a l'hivern es tapava amb palla. El sostre és una gran coberta de forma cònica, amb un esquelet de fusta tapada amb una gran quantitat de tiges de sègol. La forma cònica s'aconsegueix mitjançant un o dos esteos: pilars de fusta (normalment de castanyer) que marquen la punta del sostre a 6 o 8 metres d'alçada. El seu interior tenia una triple funcio: habitatge, quadra i magatzem.

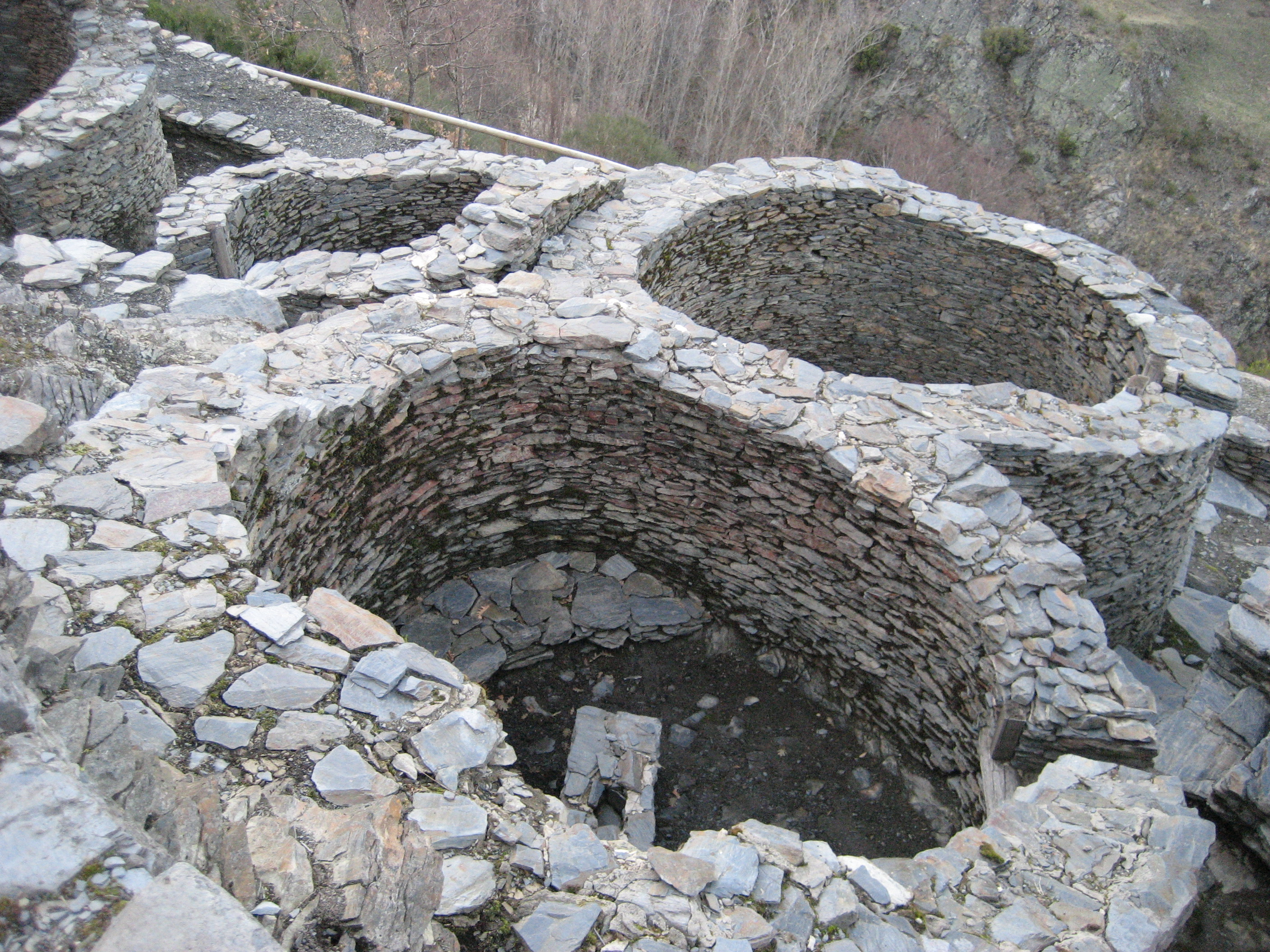
Castro de Chano (municipi de Peranzanes (Lleó). Detall d'una de les edificacions. Dins es pot veure la llar.

La seva estructura era ideal per resistir els crus hiverns de la serralada cantàbrica. Les pallozas són edificis perfectament adaptats a les condicions meteorològiques de la regió, ja que fins i tot les pluges abundants que cauen en aquesta part de la península Ibèrica serveixen per mantenir el sostre humit i fresc durant les setmanes de calor estival.

## Orígens
El seu origen és preromà, presumiblement celta. La pallozas tenen similituds amb les cases rodones de l'edat del ferro de Gran Bretanya o amb les edificacions de la cultura dels castros. Com a nota anecdòtica cal indicar que el poblat d'Astèrix, el gal, està compost, en part, per pallozas.

## Etimologia
El nom de palloza és en realitat una deformació del terme gallec "pallaza", recollit per primera vegada a finals del segle xix per etnògrafs com l'alemany Fritz Krüger, referint-se al material amb què es realitzava el sostre de l'edificació. La denominació tradicional d'aquestes construccions és en realitat casa de teito o casa de teitu. Aquestes denominacions s'utilitzen a Astúries i Lleó, mentre que el nom de palloza es fa servir amb normalitat a Galícia. Finalment els especialistes s'han decantat per usar el nom de "palloza" per a designar aquesta construcció concreta, que té característiques diferents dels altres teitos amb els que s'engloba les cabanes, els hórreos i d'altres edificis auxiliars.

## Notes

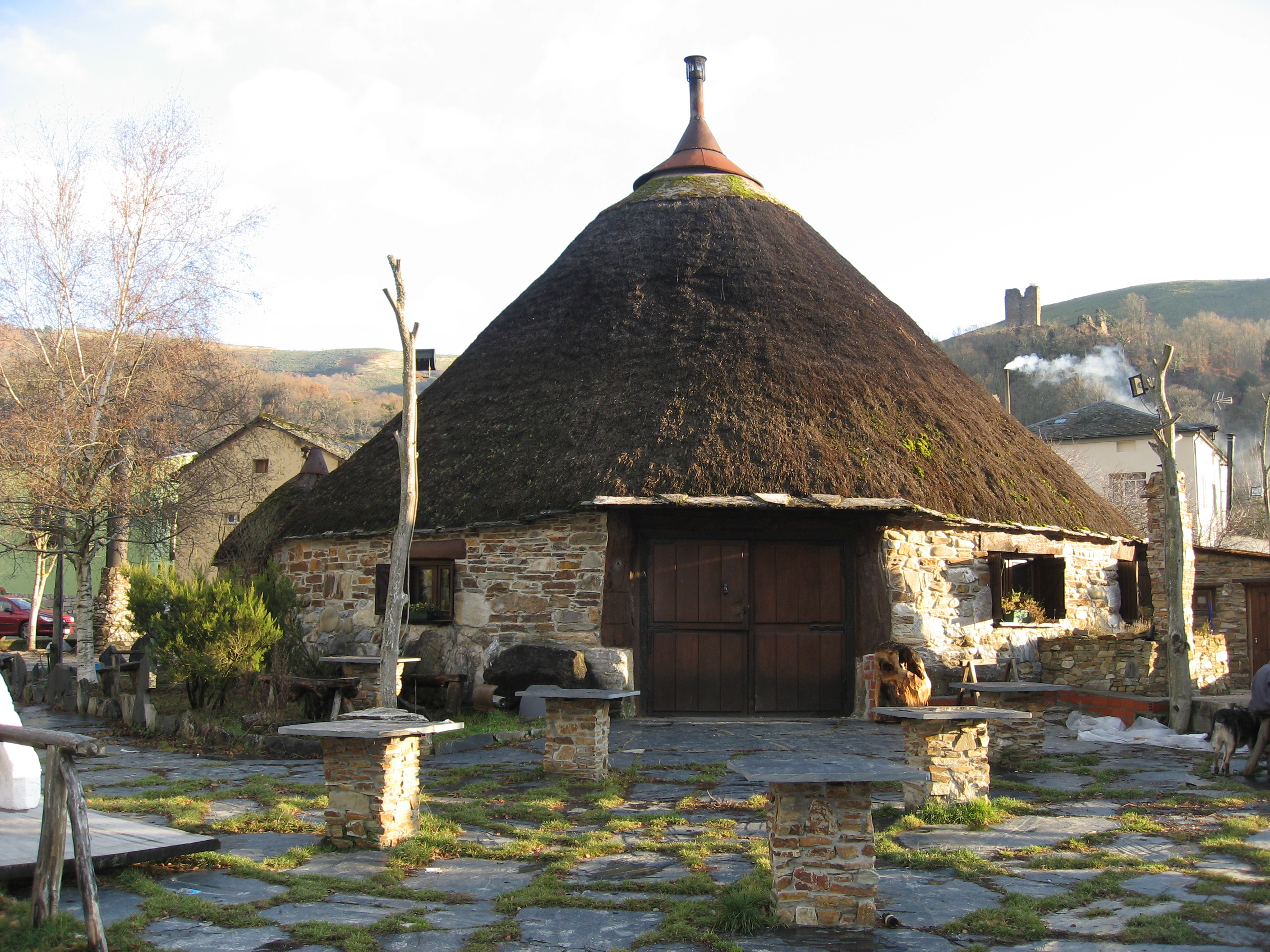
Palloza municipal Balboa (el Bierzo). S'utilitza com a bar i restaurant